# Golfo de Vella
El golfo de Vella se encuentra situado en la provincial occidental de las islas Salomón, entre las islas de Vella Lavella al noroeste, Kolombangara al sudeste y Ghizo al sur. Sirve de enlace marítimo entre el estrecho de Nueva Georgia al noreste y el mar de Salomón al sur. Durante la Segunda Guerra Mundial tuvo lugar en sus aguas la batalla del Golfo de Vella, enfrentamiento naval entre la Armada Imperial Japonesa y la Armada de los Estados Unidos que provocó el hundimiento de los destructores japoneses Hagikaze, Arashi y Kawakaze.